# Nueva Braunau

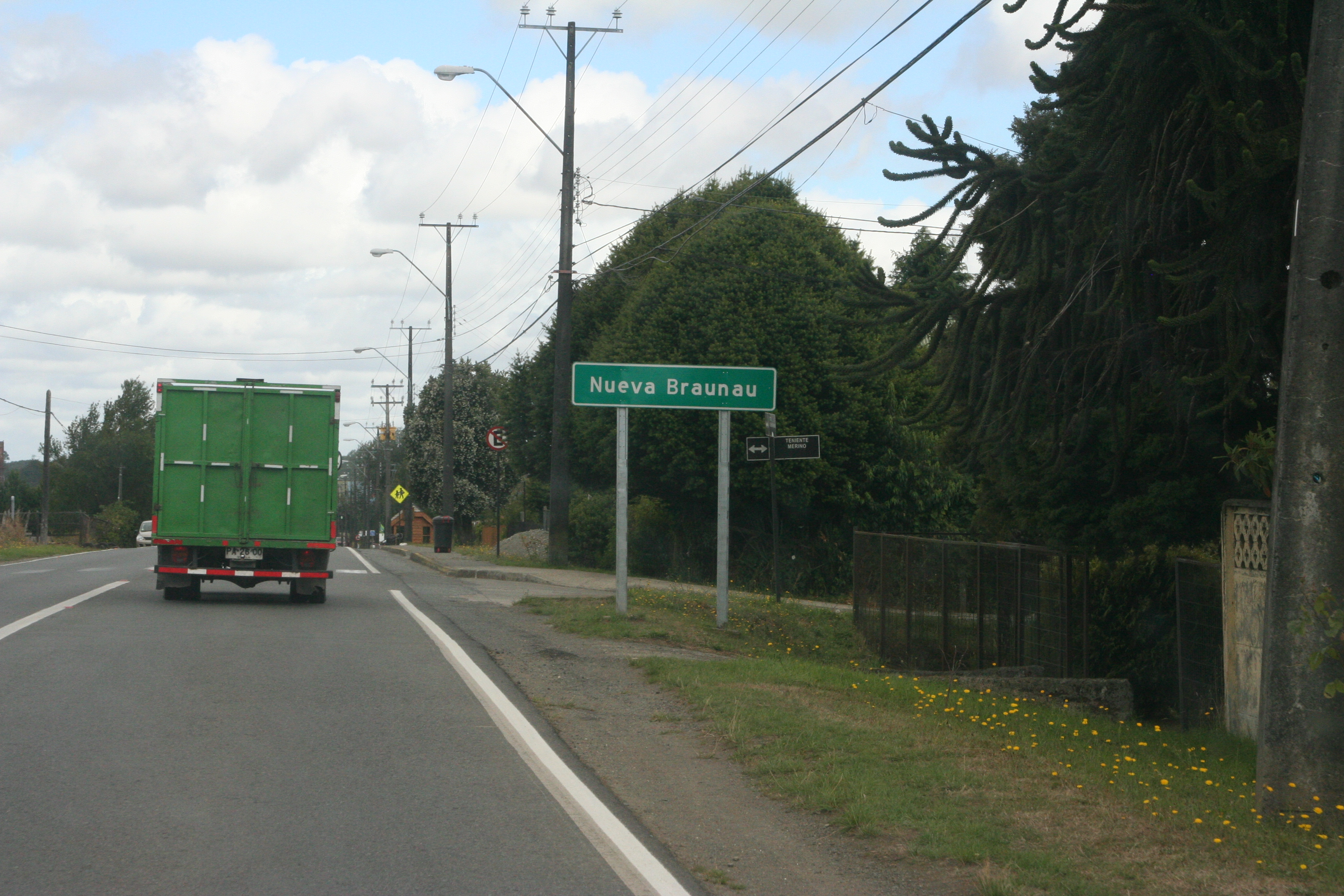
Ortseingang (2015)

Nueva Braunau ist ein Dorf im Bezirk Puerto Varas, Provinz Llanquihue, Región de los Lagos, im Süden Chiles. Derzeit hat es etwa 3000 Einwohner.
Die Ortschaft wurde am 15. August 1877 von böhmischen und österreichischen Siedlern gegründet, die aus der heute tschechischen Stadt Broumov (deutsch Braunau) stammten.
Nueva Braunau liegt fünf Kilometer westlich von Puerto Varas. Seine Wirtschaft gründet auf Landwirtschaft und Tourismus, dazu kommt eine Wurstfabrik. Die Freiwillige Feuerwehr ist die Nueva Braunau número 5.
Das Museo Antonio Felmer, das in einem der Häuser untergebracht ist, welche die Siedler im 19. Jahrhundert errichteten, zeigt Gegenstände des Alltags der ersten Einwanderer.